# En el llindar
En el llindar (originalment en portuguès, Limiar) és una pel·lícula brasilera del 2020. Des d’un punt de vista autobiogràfic, la directora Coraci Ruiz segueix la transició de gènere del seu fill adolescent, en Noah. Entre els anys 2016 i 2019 l'entrevista abordant els conflictes, certeses i incerteses que impregnen la recerca de la identitat. Alhora, Coraci, criada des de petita en un entorn activista i feminista, també viu el seu propi procés de transformació. La cinta posa sobre la taula qüestions socials al voltant del gènere, el matrimoni, la política i el consentiment dels pares. En el llindar és el segon llargmetratge de Ruiz i va ser premiat al Hot Docs 2021. Es va subtitular però no doblar al català.